# ريفولفر (ألبوم)
ريفولفر هو الألبوم التسجيلي السابع لفرقة الروك الإنجليزية البيتلز. صدر الألبوم في 5 أغسطس 1966، كان هذا التسجيل الأخير للبيتلز قبل تقاعدهم من الأداء الحي، وكان ظهر فيه استخدام تكنولوجيا التسجيل بأفضل ما قدمته الفرقة حتى ذلك الوقت، حيث بني على التقدم التقني في إصدارهم السابق «رابر سول» عام 1965. وشملت تقنيات التسجيل المتنوعة لفات الشريط والتسجيلات المعكوسة على أغنية "Tomorrow Never Knows"، والأغنية الوترية الثمانية "Eleanor Rigby"، وأغنية "Love You To" التي تتضمن موسيقى هندية. تم تخفيض عدد أغاني الألبوم إلى أحد غشر في أمريكا الشمالية من قبل كابيتول ريكوردز، حيث ظهرت ثلاثة من أغاني الألبوم على إصدار يونيو 1966 من ألبوم «يسترداي أند توداي».
سجل البيتلز الألبوم بعد استراحة مدتها ثلاثة أشهر من التزاماتهم المهنية في بداية عام 1966، وخلال الفترة التي كانت فيها لندن العاصمة الثقافية لذاك العصر. تعكس الأغاني تأثير العقاقير المخدرة مثل إل إس دي وتطور كلمات البيتلز وتحدثها عن مواضيع مثل الموت وتجاوز الهموم المادية. لم يهتم الفريق بتقديم أغانيهم الجديدة إلى الحفلات، فاستخدموا تقنيات الاستوديو مثل تغيير السرعة والأشرطة المعكوسة والتكبير الصوتي والتتابع التلقائي المزدوج (ADT)، بالإضافة إلى استخدام الآلات الموسيقية خارج نطاقها القياسي. تبنت أغلب الاستوديوهات بسرعة بعض التغييرات في هذا التسجيل. كما أنتجت في هذه الجلسة أغنية "Paperback Writer" مع أغنية "Rain" على الوجه الآخر والتي لم تصدر على أي ألبوم، وقامت فرقة البيتلز بتصوير أول أفلامها الترويجية في هذا الموقع.
تم إصدار الأغاني الأربعة عشر للألبوم في المملكة المتحدة على المحطات الإذاعية في يوليو 1966. أما في الولايات المتحدة، فكان هذا آخر ألبوم للبيتلز يخضع لسياسة كابيتول في تغيير ترتيب الفرقة ومحتواها. وتزامن الإصدار هناك مع الجولة الختامية للفرقة، التي كانت أثارت الجدل حول كلمة جون لينون بأن الفرقة أصبحت «أكثر شعبية من يسوع». تصدر الألبوم قائمة ألبومات المملكة المتحدة لسبعة أسابيع، وقائمة بيلبورد 200 للألبومات في أمريكا لستة أسابيع. حققت أغنية «إلينور ريغبي» نجاحا دوليا عندما أصدرت كمنفردة مع أغنية الأطفال «الغواصة الصفراء». تم تصميم غلاف الألبوم من قبل كلاوس فورمان، الذي جمع عمله بين رسوم أوبري بيردزلي مع مجموعة صور ملصقة، وفاز عنه بجائزة غرامي لعام 1967 لأفضل غلاف ألبوم فئة الفن التصويري. أصدر الألبوم دوليا في عام 1987، وأعاد هذا الإصدار محتوى الألبوم إلى إصدار بارلوفون الأصلي.
وسع ألبوم ريفولفر نطاق موسيقى البوب بمجموعة من الأساليب الموسيقية المستخدمة في الألبوم والمحتوى الغنائي من كلماته. وكان الألبوم مؤثرا في تعزيز مبادئ الثقافة المضادة في الستينات وألهم عملية تطوير أنواع فرعية مثل السايكيديلك روك، والإليكترونيكا، والبروغريسيف روك وموسيقى العالم. ويعتبره العديد من نقاد الموسيقى بأنه أفضل ألبومات البيتلز، متجاوزا ألبومهم الشهير سارجنت بيبرز لونلي هارتس كلوب باند. احتل الألبوم المرتبة الأولى في كتاب كولين لاركن عن أفضل ألف ألبوم على الإطلاق، والثالث في قائمة مجلة رولينغ ستون عن «أفضل 500 ألبوم في كل العصور». منح الألبوم تصنيف البلاتين في المملكة المتحدة عام 2013، ذلك بعد أن غيرت صناعة الفونوغرافيا البريطانية قواعد جائزة المبيعات في تصنيفاتها. كما منح خمسة تصنيفات بلاتين من قبل رابطة صناعة التسجيلات الأمريكية.

## وصلات خارجية
- ريفولفر على موقع أول موفي (الإنجليزية)